# Gustav Mollenhauer & Söhne
Die Gustav Mollenhauer & Söhne KG gehört zu den ältesten Werkstätten für Holzblasinstrumente in Deutschland. Sie hat ihren Sitz in Kassel und stellt Fagotte, Kontrafagotte, Oboen, Englischhörner und Klarinetten her.

## Geschichte
Im Alter von 16 Jahren begab sich Johann Andreas Mollenhauer im Rahmen seiner Drechslerlehre auf Wanderschaft. 1815 verließ er Fulda. Sein Wanderbuch belegt, dass er es neben anderen Tätigkeiten sehr häufig mit dem Bau von Musikinstrumenten zu tun hatte.

1822 kehrte er nach Fulda zurück und begann sein Gewerbe als Instrumentenmacher. Bereits ein Jahr später wurden seine Instrumente in Kassel ausgestellt, um von einem fachkundigen Publikum unter der Leitung von Hofkapellmeister Louis Spohr begutachtet zu werden. Spohr war begeistert, so dass es nicht lange dauerte, bis Mollenhauers Instrumente über die Landesgrenzen hinaus berühmt wurden.

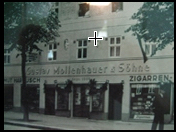
Wilhelmshöher Allee

Bereits in dieser Zeit arbeiteten seine Söhne Gustav und Valentin mit. Sein Nachfolger wurde sein Sohn Thomas. Thomas Mollenhauers Tätigkeit führte zu zahlreichen Verbesserungen an bekannten Instrumenten, wobei er auch ganz neue Tonwerkzeuge entwickelte.
Diverse Medaillen und Auszeichnungen sind Zeugen des hohen Ansehens der Instrumente aus Thomas Mollenhauers Werkstatt. Seine Erfolge wurden von seinen Söhnen Josef und Conrad fortgesetzt. Josef Mollenhauer erweiterte sein Können beim Fagotthersteller Heckel in Wiesbaden-Biebrich, während sein Bruder sich auf den Bau von Böhmflöten und Piccoli spezialisierte, was ihm als begeisterten Flötisten wohl auch lag.
Die Zusammenarbeit der Brüder war jedoch nicht von Dauer. Conrad Mollenhauer löste sich vom väterlichen Betrieb und eröffnete eine eigene Flöten-Werkstatt. In seiner Nachfolge begann Thomas Mollenhauer nach dem Zweiten Weltkrieg mit der Herstellung von Blockflöten.

## Mollenhauer Fulda
Der Betrieb Conrad Mollenhauer ist heute ein Hersteller hochwertiger Blockflöten und wurde unter der Leitung von Bernhard Mollenhauer Böhmflöten fortgeführt. Sein Sohn Johannes (Hans genannt) führte die Firma durch die Zeit des Zweiten Weltkriegs, in dessen Verlauf die Werkstatt in der Wilhelmshöher Allee bei einem Bombenangriff zerstört wurde. Hans Mollenhauer wagte den Neuanfang, verstarb aber bereits 1952.

## Gustav Mollenhauer & Söhne KG

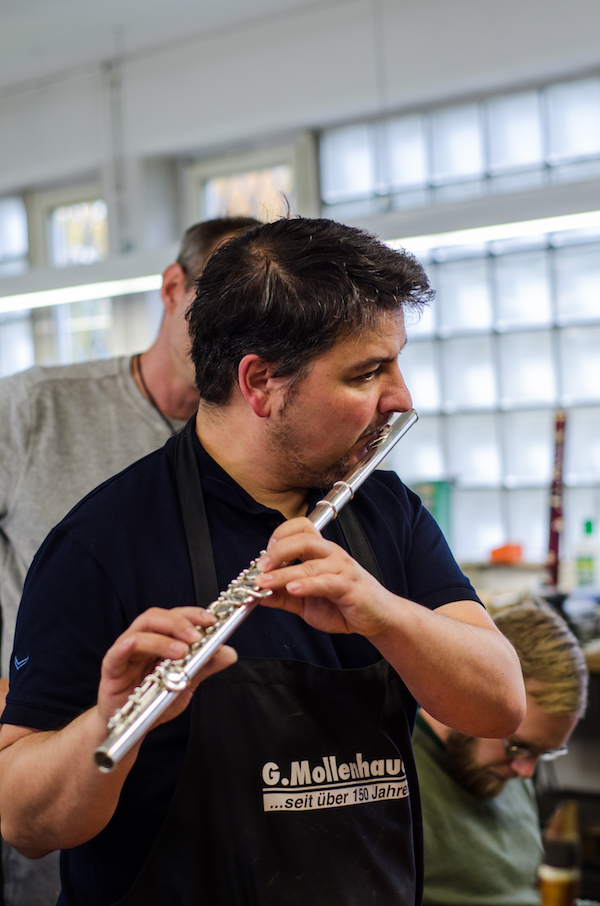
Tino Schaub, Leiter der Firma Gustav Mollenhauer & Söhne.

Unter der Leitung des Holzblasinstrumentenbaumeisters Karl Schaub wurde der Betrieb ausgebaut. Sein Sohn Gerhard und sein Enkel Tino Schaub führen heute den international arbeitenden Betrieb für Oboen, Englischhörner, Fagotte und Kontrafagotte.